# フォークナー大学

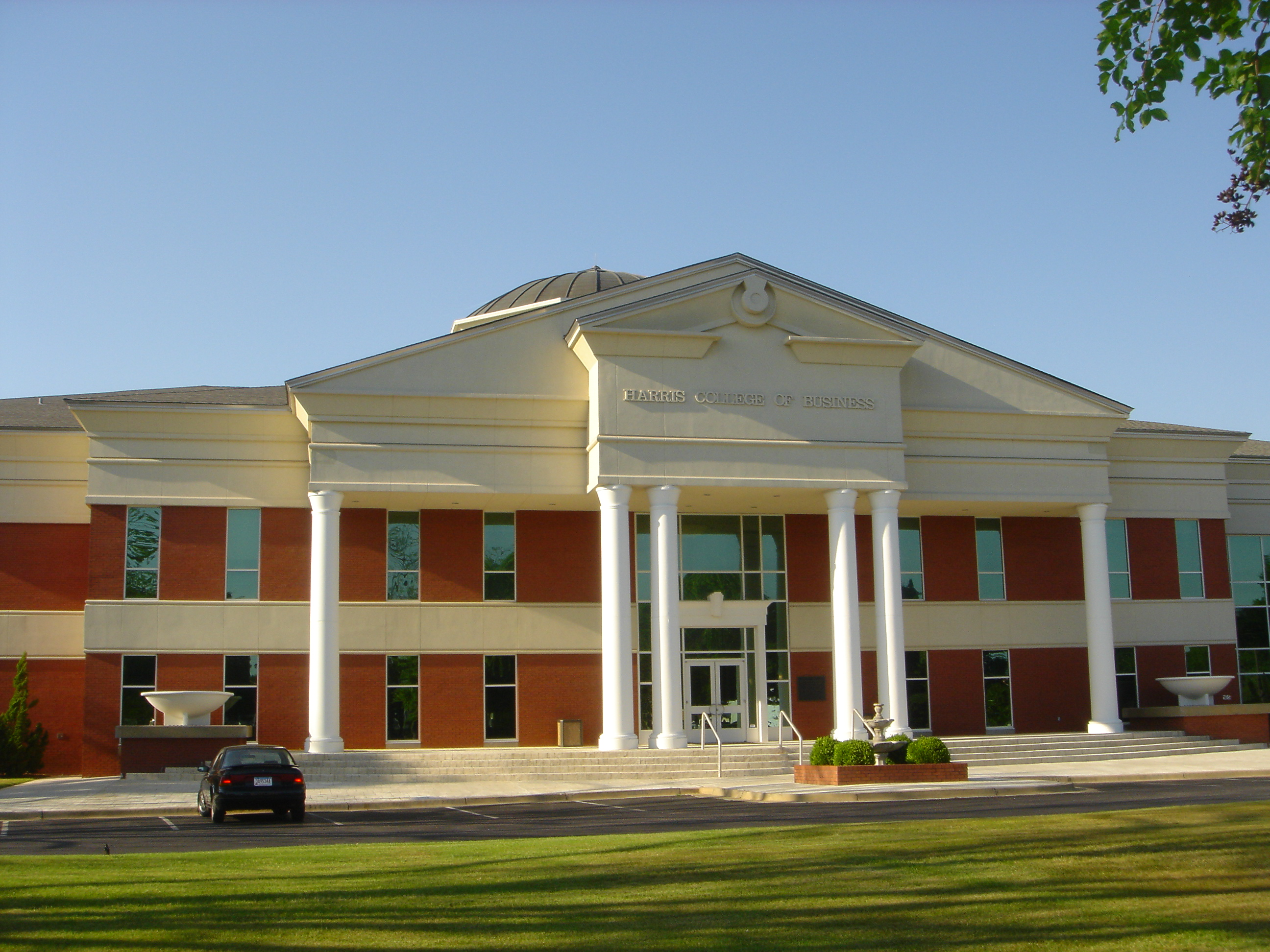
ビジネスカレッジ

フォークナー大学（フォークナーだいがく、英：Faulkner University）は、アメリカ合衆国アラバマ州モンゴメリーにあるキリスト連合教会系の私立大学。1942年に創立された。